# Anders Franzén
För andra betydelser, se Anders Franzén (olika betydelser).
Carl Gustaf Anders Franzén, född 23 juli 1918 i Stockholm, död 8 december 1993 i Stockholm, var en svensk marintekniker och amatörforskare, professors namn 1992. 1956 lokaliserade han det sjunkna regalskeppet Vasa, som bärgades 1959–1961. Han har även varit med och eftersökt andra skepp, till exempel Kronan, Regalskeppet Riksäpplet, Resande Man och Lybska Svan.
Han är begravd på Galärvarvskyrkogården på Djurgården i Stockholm.

## Biografi

### Uppväxt
Franzén var son till läkaren och sjukhusdirektören Anders Franzén och hans hustru gymnastikdirektören Ulla Franzén, född Renström. Han växte upp i Stockholm men tillbringade ofta somrarna i och omkring Dalarö, där han kom i kontakt med vraket av regalskeppet Riksäpplet, vars haveriplats bevarats i muntlig tradition. Vid en resa till västkusten fick han se vad skeppsmask (Teredo navalis) kunde göra med trävirke i saltvatten. Denna tål inte bräckt vatten, varför Franzén tidigt insåg att det just i Östersjön fanns unika möjligheter att finna välbevarade skeppsvrak.

### Oljeteknisk expert
Franzén började studera skeppsteknik på Kungliga Tekniska högskolan, men då historieforskningen snart tog överhand, avlade han aldrig någon examen, utan tog i stället anställning på oljebolaget BP. När man där ville stationera honom vid Persiska viken, övergick han i stället till Kungliga Marinförvaltningen, där han verkade som marinens expert på oljetekniska frågor fram till 1979. Bland annat var han Marinens representant i Försvarets standardiseringsdelegation för drivmedel. Han var även huvudförfattare till en handbok om marinens skydd mot oljeföroreningar.

### Historieforskning

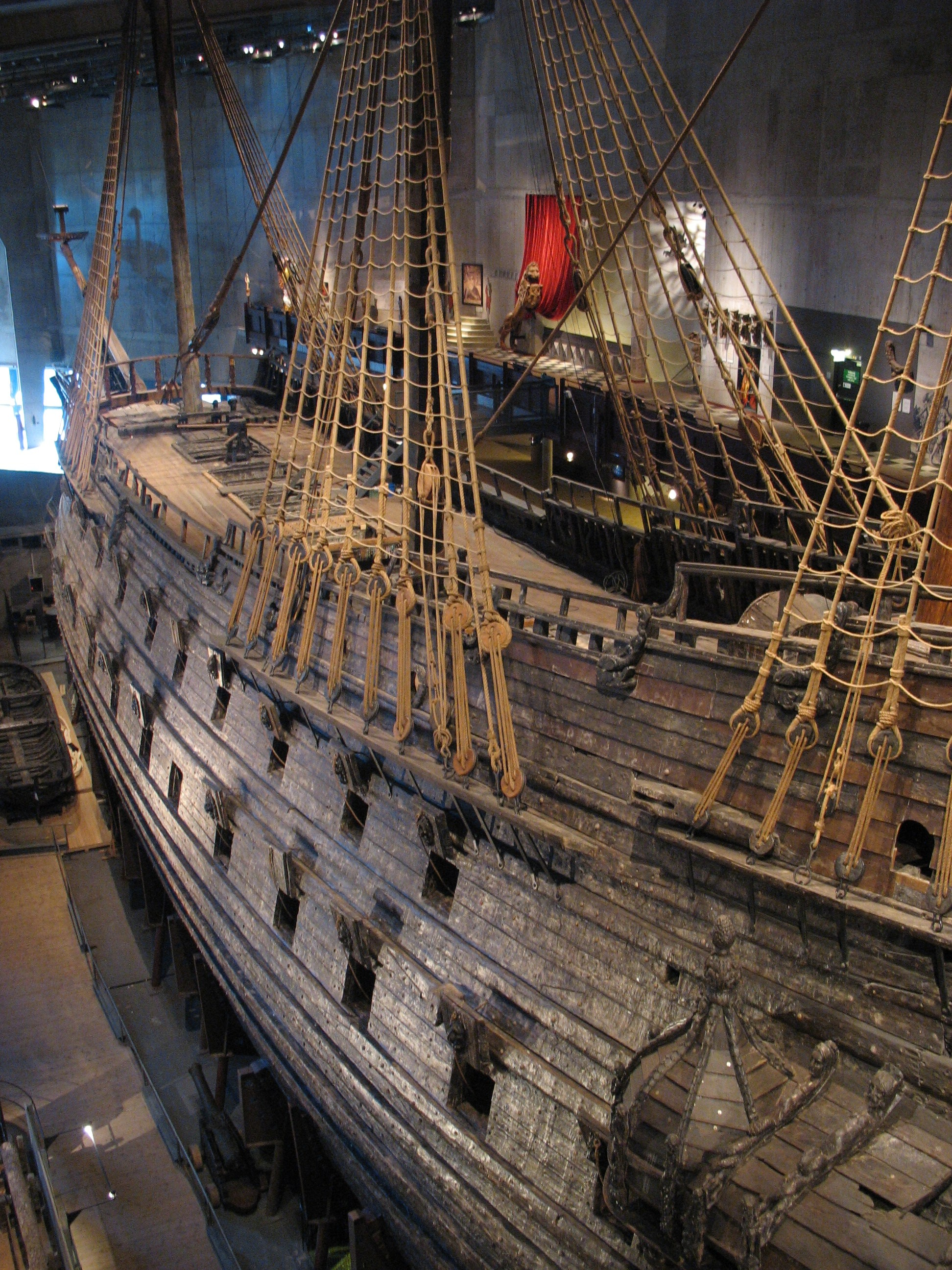
Regalskeppet Vasa, upptäckt av Franzén.

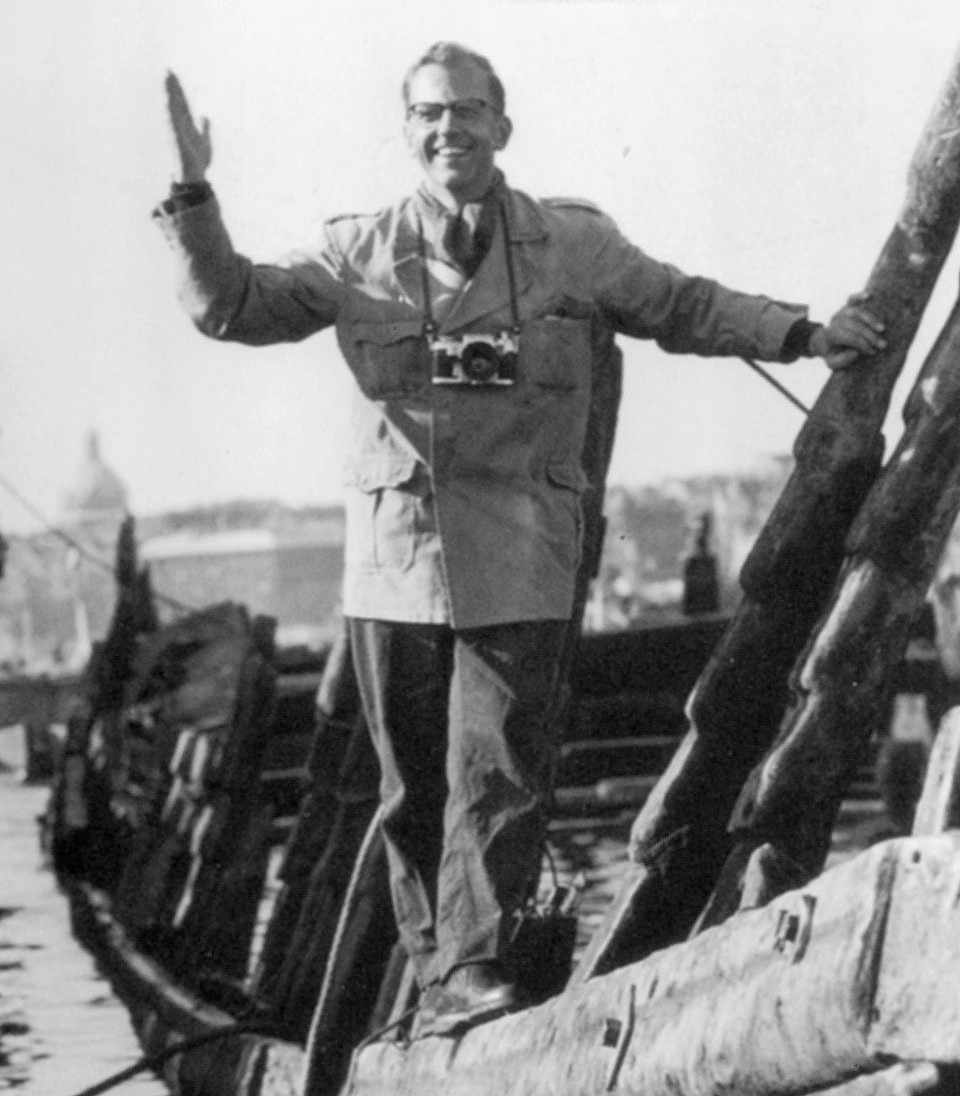
Anders Franzén ombord på regalskeppet Vasa under bärgningen 1961.

Franzén bedrev omfattande arkivforskning om gamla örlogsfartyg och lärde sig så småningom behärska äldre nysvenska. Kring 1950 hade han sammanställt en förteckning på ett dussintal fartyg som borde vara värda att undersöka närmare. Från 1954 koncentrerade han sig på regalskeppet Vasa inom Stockholms hamnområde. Han kontaktade ett antal personer med kunskaper inom området, bland andra professor Nils Ahnlund. De uppgifter han fick var dock delvis vilseledande och förorsakade omfattande draggningar efter vrak på Stockholms ström. Franzén konstruerade även ett ”propplod” som kunde hugga ut provbitar i träkonstruktioner. Så småningom koncentrerades sökningarna till ett område utanför Beckholmsdockan, där Vasa också påträffades 25 augusti 1956.

### Efter upptäckten avVasa
Återupptäckten av Vasa vållade inledningsvis inte någon entusiasm hos berörda myndigheter. En juridisk utredning visade att det var Kungliga Marinförvaltningen som hade det formella ägareansvaret för sjunkna örlogsfartyg, men där var man inte road av att börja gräva i en 300 år gammal felkonstruktion, medan Sjöhistoriska museet som ansvarade för marinarkeologi såg Vasa som en farlig konkurrent till sin ordinarie verksamhet.
Franzén engagerade sig därför i en omfattande lobbyverksamhet för en bärgning av fartyget. Han sände informationsmaterial om Vasa, bland annat till kungen. Franzén såg värdet i att bärga ett helt fartyg från 1600-talet, inte bara ordna en utgrävning för att hitta föremål som kunde ställas ut på museer.
Så småningom bildades en projektorganisation, Wasa-Kommittén, senare Wasanämnden bestående av Marinen som tillhandahöll dykarresurserna, Sjöhistoriska Museet som stod för konserveringskompetensen och den civila sponsorn Neptunbolaget, som gratis tillhandahöll lyftresurer i form av bärgningsfartyg. Anders Franzén blev en självklar medlem i dessa.

### Upptäckten avKronan
Franzén fortsatte med sina forskningar efter gamla vrak, sedermera tillsammans med bland andra Bengt Grisell vid KTH som disponerade forskningsfartyget Altair. 1980 lyckades de efter arkivforskningar och intervjuer med fiskare på Öland, finna vraket efter regalskeppet Kronan som sjönk utanför Öland 1676. Detta fartyg förstördes genom en explosion när hon sjönk och var därför svårt att upptäcka.

### Privatliv
Franzén var gift med fil kand Helena Grönquist (född 1943), dotter till tandläkaren Nils Grönquist och Eva Lundquist.

## Eftermäle
Trots att Franzén försett Stockholm med en av dess största turistattraktioner, fick han aldrig någon ekonomisk ersättning från de berörda myndigheterna eller från Stockholms stad. I stället ordnades en särskild befattning i teknikhistoria för honom vid KTH, där han 1983 promoverades till teknologie hedersdoktor.
1988 tilldelades han även KTH:s stora pris för sina ”Insatser av marinarkeologin, slutliga lokaliseringen av skeppsvraken Vasa och Kronan”. 1992 tilldelades han professors namn.
Efter att Vasamuseet år 2007 haft mer än en miljon besökare meddelade Stockholms stadsborgarråd i mars 2008 att Franzén skulle få en park uppkallad efter sig. Parken är belägen i Hammarby Sjöstad nedanför Danviksklippan utmed Danvikskanalen. Anders Franzéns park invigdes år 2014 och nominerades till Årets Stockholmsbyggnad 2015.

### Museum över Anders Franzén

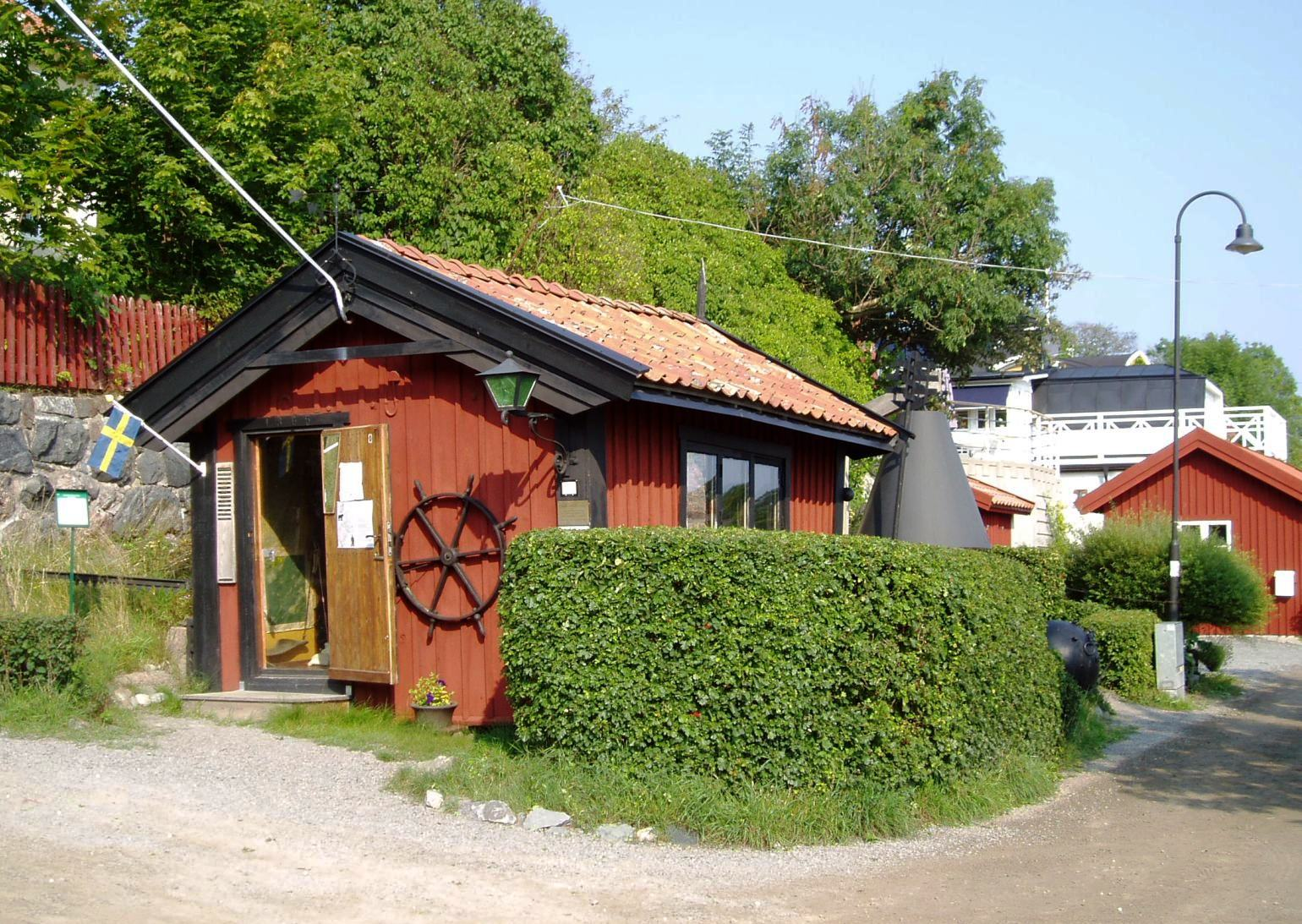
Anders Franzéns bod och dykarklocka.

Franzén hade en liten sjöbod nere vid fiskehamnen i Dalarö. Boden, som härrör från 1865, förvärvades av honom 1950. I boden bedrev Franzén studier och hade diverse utrustning under sitt arbete med att upprätta en vrakplan över de tolv historiska fartygsvrak som ligger utanför Dalarö. Boden finns fortfarande kvar som museum och sköts av Dalarö hembygdsförening. Sedan år 2011 är sjöboden ett lagskyddat byggnadsminne.